# تب زمین‌گیری

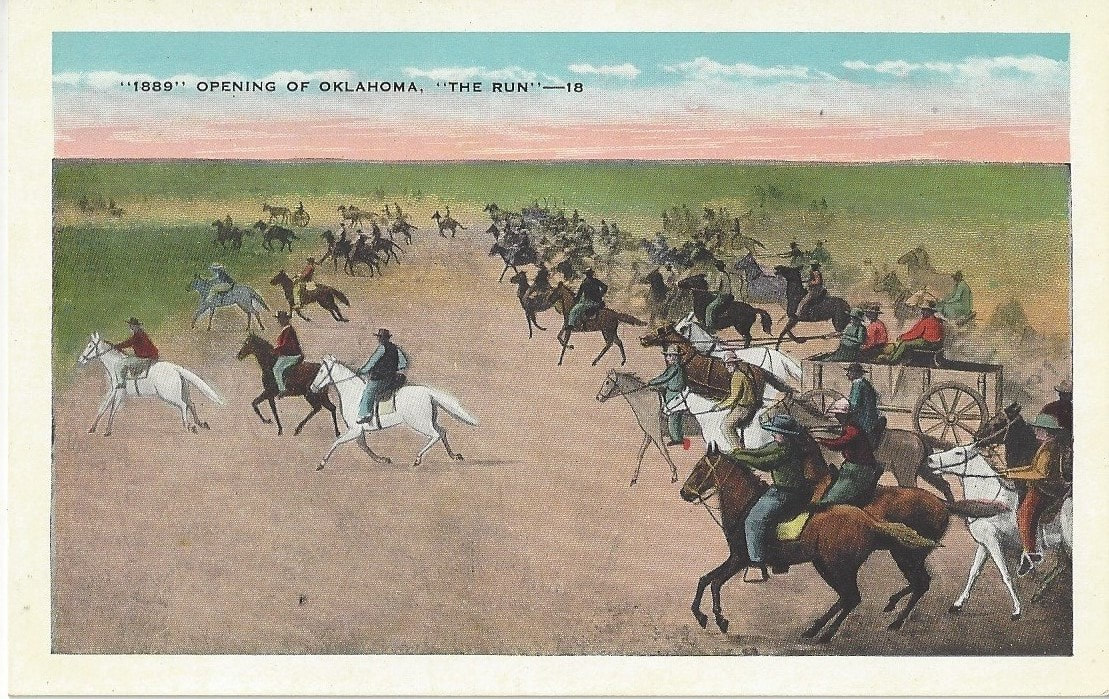
یک نقاشی منتسب به دوران تب زمین‌گیری اکلاهما در سال ۱۸۸۹

تب زمین‌گیری (انگلیسی: Land run) یا تب تصاحب زمین، عبارت از رویدادی است مرتبط با زمین‌های تحت قوانین اسکان کشاورزان که پیش‌تر در ایالات متحده محدود شده بودند و می‌توانستند «بر اساس نخستین ورود توسط پیشگامان آمریکایی و اسکان آنها در آنجا» متعلق به شخص متصرف گردند. زمین‌ها بر اساس مولفه‌های مختلفی همچون «اولین حضور»، «پیشنهاد» یا «قرعه‌کشی» واگذار می‌گردیدند. متصرفان «صرف نظر از اینکه چگونه به تصرف خود دست یافته‌اند» زمین متصرفی را از ادارهٔ کل زمین‌های ایالات متحده خریداری می‌کردند. در دوران تب زمین اکلاهما در مجموع ۷ مسابقه برای تصاحب زمین‌ها برگزار شد که اولین و مشهورترین آنها، تب زمین ۲۲ آوریل سال ۱۸۸۹ بود.
در جریان تب زمین‌گیری ۱۶ سپتامبر سال ۱۸۹۳ که به نام معبر چروکی مشهور شد «در مجموع بالغ بر ۸٬۱۴۴٬۶۸۲٫۹۱ هکتار زمین چروکی‌ها برای سکونت پیشگامان گشایش یافت.» این تب زمین‌گیری در نهایت «تبدیل به بزرگ‌ترین تب تصاحب زمین در تاریخ ایالات متحده گردید» که از دیدگاه اندازه و مقیاس، تقریباً ۴ برابر تب زمین‌گیری آوریل سال ۱۸۸۹ بود. از تب زمین‌گیری سال ۱۸۹۵ که برای تحدید اراضی مردمان کیکاپو به اجرا گذاشته شد نیز به عنوان آخرین تب تصاحب زمین یاد می‌شود. در جریان اجرای مسابقهٔ تصاحب زمین، مشکلات زیادی نیز وجود داشت و دولت فدرال این شیوهٔ اجرا شده را «راهی ناکارآمد برای توزیع زمین بین مهاجران و پیشگامان احتمالی می‌دانست.» پس از آن نیز، روش‌های دیگری همچون «مزایده» و «پیشنهادهای مهر و موم شده» برقرار گردید.